# ロンドン・アンド・コンティネンタル・レイルウェイズ
ロンドン・アンド・コンティネンタル・レイルウェイズ（英: London and Continental Railways, LCR）は、イギリス・ロンドンに本社を置く第三セクターの鉄道事業者である。

## 概要
1996年に英国議会で成立した法律 Channel Tunnel Rail Link Act により、ロンドンから英仏海峡トンネルの英国側出口までの高速新線「CTRL」を建設する目的で同年設立された。CTRLは2007年に完成し、同社は同路線を運営するハイスピード1社を所有している。

## 主要事業
CTRL完成後は、主に次の3つの事業を行っている。
- ハイスピード1（CTRL）のインフラストラクチャー所有
- ユーロスターUK社の保有
- キングス・クロス駅周辺およびストラトフォード国際駅周辺（ストラトフォード・シティ）の再開発・不動産事業

## 株主
2006年時点の株主は、次のとおりである。
- レール・リンク・エンジニアリング（Rail Link Engineering,RLE） - CTRL建設のためにBechtel、アラップ、Systra、Halcrow各社により設立されたコンソーシアム
- ナショナル・エクスプレス・グループ
- フランス国鉄
- EDFエナジー
- UBS